# Entre pitos y flautas
Entre pitos y flautas es una película cortometraje de animación en blanco y negro de Argentina dirigida por Quirino Cristiani sobre su propio guion que se estrenó en 1941. Es una película muy corta cuyo tema es el fútbol. 
Ganó el premio de la Municipalidad de Buenos Aires de 1941.
La película se consideró perdida hasta que en noviembre de 2021 se encontró una copia en 16 mm. La primera proyección después de más de 50 años se realizó en agosto de 2022 en el Centro Cultural 25 de Mayo, de la ciudad de Buenos Aires. Se encuentra bajo la guarda de la Fundación Cineteca Vida.

## Producción
El director y guionista Quirino Cristiani (1896-1984), nacido en Italia y radicado de joven en Argentina fue un pionero del cine de animación responsable de los dos primeros largometrajes de animación del mundo, El apóstol (1917) y Sin dejar rastros (1918), y del primer largometraje de animación sonoro, Peludópolis (1931).